# Вишгородська волость
Вишгородська волость — адміністративно-територіальна одиниця Кременецького повіту Волинської губернії Російської імперії. Волосний центр — містечко Вишгородок.

## Склад
Станом на 1885 рік складалася з 19 поселень об'єднаних у 14 сільських громад. Населення — 8121 особа (4038 чоловічої статі та 4083 — жіночої), 894 дворових господарств.

### Основні поселення волості
- Вишгородок — колишнє власницьке містечко, при річці Свинорийка; волосне правління; за 40 верст від повітового міста, 820 осіб, 111 дворів, православна церква, костел, синагога, 2 єврейських молитовних будинки, постоялий будинок, гостинний двір, базар по неділях, ярмарок, водяний млин, поташний, пивоварний та винокурний заводи.
- Бережанка — колишнє власницьке село, при річці Жира, 640 осіб, 81 двір, православна церква, школа, постоялий будинок, 2 водяних млини.
- Велика Білка — колишнє власницьке село, при річці Самець, 320 осіб, 38 дворів, православна церква, постоялий будинок.
- Буглів — колишнє власницьке село, при річці Самець, 557 осіб, 59 дворів, каплиця, постоялий будинок, водяний млин.
- Верещаки — колишнє власницьке село, при річці Провалва, 350 осіб, 36 дворів, православна церква, постоялий будинок.
- Влащинці — колишнє власницьке село, при річці Пахинецька, 558 осіб, 53 двори, православна церква, постоялий будинок.
- Доманинка (Думаника) — колишнє власницьке село, при річці Жира, 405 осіб, 56 дворів, католицька каплиця, постоялий будинок, водяний млин.
- Жуківці — колишнє власницьке село, при річці Свинорийка, 516 осіб, 55 дворів, православна церква, школа, постоялий будинок.
- Кутиски — колишнє власницьке село, при річці Самець, 313 осіб, 48 дворів, православна церква.
- Люлинці — колишнє власницьке село, при річці Самець, 276 осіб, 36 дворів, православна церква, постоялий будинок, водяний млин.
- Печерне — колишнє власницьке село, при річці Самець, православна церква, школа, постоялий будинок.
- Соколівка — колишнє власницьке село, при річці Свинорийка, 336 осіб, 58 дворів, православна церква.

## Історія
Волость існувала з 1861 р. по 1920 р. у складі Кременецького повіту Волинської губернії. 18 березня 1921 року Західна Волинь відійшла до складу Польщі. У Польщі існувала під назвою ґміна Вишгородок Кременецького повіту Волинського воєводства в тому ж складі, що і до 1921 року. В 1921 р. складалася з 24 населених пунктів, налічувала 12 302 жителі (10 722 православних, 565 римо-католиків, 1 євангеліст, 2 греко-католики і 1 012 юдеїв).
1 січня 1924 року було передано до відновленої Лановецької волості вилучені з ґміни Вишгородок села Красківці та Волиця. 
1 жовтня 1933 р. до ґміни включені з ліквідованої сільської ґміни Вєжбовєц — села Вербовець, Лопушне, Корначівка, Шили і Пахиня, натомість було передано до сільської ґміни Білозірка села Обришківці, Буглів, Люлинці і Кутиски
На 1936 рік гміна складалася з 25 громад:
1. Бережанка — село: Бережанка;
2. Білка Мала — село: Білка Мала;
3. Білка Велика — село: Білка Велика та хутір: Білечина;
4. Доманинка Мала — село: Доманинка Мала;
5. Доманинка Велика — село: Доманинка Велика;
6. Карначівка — село: Карначівка;
7. Коростова — село: Коростова;
8. Коржківці — село: Коржківці;
9. Легіонове — село: Легіонове;
10. Лопущне — село: Лопущне;
11. Мартишківці — село: Мартишківці;
12. Пахиня — село: Пахиня;
13. Паньківці — село: Паньківці;
14. Печірна — село: Печірна;
15. Соколівка — село: Соколівка;
16. Шили — село: Шили;
17. Верещаки — село: Верещаки та хутір: Дубина;
18. Вербовець — село: Вербовець та хутори: Барвінок, Польова і Синьовітчина;
19. Влащинці — село: Влащинці та хутір: Вишгородський Ліс;
20. Вишгородок — містечко: Вишгородок;
21. Вишгородок — село: Вишгородок;
22. Жуківці — село: Жуківці.

Після радянської анексії західноукраїнських земель ґміна ліквідована у зв'язку з утворенням районів.